# Reino Antero Hirvonen
Reino Antero Hirvonen (1908 – 1989) foi um famoso Geodesistas físico finlandês, também muito conhecido pelas suas contribuições na Geodésia Matemática e astrônoma.
```
trabalhou no primeiro Institudo Geodésico Finlandês.
```

## Prêmios
Em 1967 ele recebeu o prêmio Kaarina e Weikko A. Heiskanen Award (Universidade do Estado de Ohio).